# 2467 Kollontai
A 2467 Kollontai (ideiglenes jelöléssel 1966 PJ) a Naprendszer kisbolygóövében található aszteroida. Ljudmila Ivanovna Csernih fedezte fel 1966. augusztus 14-én.